# Herb Republiki Weimarskiej

Pierwszy herb Republiki Weimarskiej

Herb od 1928 roku

Po upadku II Rzeszy w Niemczech powstała republika. Od 1919 r. herbem Republiki Weimarskiej był czarny, jednogłowy orzeł, który miał opuszczone lotki, co wyrażało nieimperialistyczne zamierzenia nowego państwa.
Herb ten nawiązywał do herbu Związku Niemieckiego z lat 1848–1866, te z kolei do symboliki Świętego Cesarstwa Rzymskiego. W odróżnieniu od orła cesarskiego nie miał korony i znajdował się nie na białym, lecz na żółtym tle. Dziób i szpony pozostały czerwone. Barwy heraldyczne nawiązywały w ten sposób do nowej flagi Republiki.
W 1928 r. wprowadzono nowy wzór herbu, który obowiązywał do przejęcia władzy przez nazistów (formalnie do 1935 r.). W 1950 r. Republika Federalna Niemiec przyjęła go jako podstawę do swojego herbu.